# Асим Улькер
Асим Улькер (народився 1 липня 1911 — 7 липня 2001) турецький бізнесмен, засновник компанії Ülker

## Біографія
Він народився в Текірдазі в 1911 році. Його родина емігрувала до Ялти, Крим, у 1912 році. Завершив освіту в Криму, вивчивши російську мову. Після Жовтневої революції він повернувся до Стамбула в 1927 році. Влаштувавшись учнем у кондитерську, він очолив бізнес у наступні роки. Він оселився в Анкарі в 1941 році і відкрив свій другий магазин. У 1944 році він заснував Ülker Gıda Sanayi разом зі своїм братом Сабрі. У 1953 році він змінив прізвище Берксан на Улькер. Він обіймав посаду голови ради директорів протягом 43 років. У 1987 році він передав свої акції своєму братові і разом зі своїми дітьми заснував групу компаній «Кар». Він є засновником фонду Çamlıca.
У 1941 році одружився. У нього було троє дітей. Помер 7 липня 2001 року.